# Miguel Mercado
Miguel Mercado (Santa Cruz de la Sierra, 30 de agosto de 1975) é um ex-futebolista boliviano que atuava como atacante.

## Carreira
Miguel Mercado integrou a Seleção Boliviana de Futebol na Copa América de 1995 e 2004.

## Títulos
- Bolívar
  - Liga de Fútbol Profesional Boliviano: 1996, 1997, 2002, 2004 (A), 2005 (AD)